# Qiskit
Qiskit est un framework édité sous licence Apache, conçu par IBM Research et dédié à l'informatique quantique. Il permet de coder en langage Python.

## Présentation
Il est possible de coder avec Qiskit en ligne ou en local. Les programmes quantiques écrits en Python  sont exécutables sur des simulateurs quantiques ou sur de réelles machines quantiques mises à disposition par IBM.